# ۱۰۰۰ قهرمان
۱۰۰۰ قهرمان (به انگلیسی: 1000 Heroz) در سبک پلتفرم، پازل، توسط شرکت رد لینکس در ۸ ژوئن ۲۰۱۱ میلادی برای آی‌پد و آی‌فون تولید و منتشر گردید. این بازی به صورت قابل دانلود از اینترنت و از تاریخ عرضه هر روز یک مرحله به‌مدت ۱۰۰۰ روز، توسط شرکت تولید کننده، منتشر گردید

## گیم‌پلی
گیم پلی این بازی در سبک پلتفرم و بر اساس قواعد فیزیکی می‌باشد و هدف از ان رسیدن به خط پایان در سریعترین زمان ممکن است، هرچه این زمان کوتاهتر باشد، جوایز بدست آمده بهتر خواهد بود. هر روز یک مرحله و یک قهرمان جدید از طرف سازنده منتشر می‌گردد و در واقع هر مرحله قهرمان مخصوص به خود را دارد. مراحل و قهرمانان قبلی نیز قابل بازی هستند ولی دیگر امکان دریافت آن‌ها از سایت منتشرکننده وجود ندارد. وقتی شما یک مرحله را مجدداً بازی می‌کنید یک تصویر روح مانند از بهترین زمان خود را در بازی مشاهده می‌کنید.

برای هر مرحله سه هدف وجود دارد: یک ستاره برنز، دو ستاره نقره‌ای و سه ستاره طلایی. کنترل بازی بسیار ساده و شامل حرکت به سمت جلو، حرکت به سمت عقب و پرش می‌باشد.

## بازخورد
| گردآورنده | امتیاز |
| --------- | ------ |
| متاکریتیک | ۷۴/۱۰۰ |

| ناشر          | امتیاز |
| ------------- | ------ |
| اج            | ۶/۱۰   |
| Pocket Gamer  | ۷/۱۰   |
| AppSmile      | ۴٫۵/۵  |
| Touch Arcade  | [ ۷ ]  |
| Slide to Play | ۳/۴    |

بازخورد منتقدین و سایتها نسبت به این بازی مثبت ارزیابی می‌شود. میانگین نمرات سایتها به این بازی نمره ۷۴ از ۱۰۰ است و امتیاز نقدهای منتشر شده به تنهایی بالای ۷۰ است.